# Space Agent Anis In Danger
Space Agent Anis In Danger  (エキサイティングヒロイン　女宇宙捜査官アニス　絶体絶) es una película japonesa, del 9 de octubre de 2009, producida por Zen Pictures. Es una película del género tokusatsu, de acción y aventuras, con artes marciales, dirigido por Koji Kusumoto, y protagonizada por Yui Himura, como la heroína Anis.
El idioma es en japonés, pero también está disponible con subtítulos en inglés, en DVD o descargable por internet.

## Argumento
La heroína Anis, es una agente espacial, que lucha para tratar de salvar la tierra de las intenciones criminales de una organización extraterrestre, pero Anis será capturada y torturada.